# 尼可拉斯·桑度列克
尼可拉斯·桑度列克（Nicholas Sanduleak，1933年6月22日—1990年5月7日），或翻譯為圣都立克，桑杜利克，是一位美國天文學家。 

## 生平
桑度列克於1933年出生於美國紐約州拉克瓦納，雙親都是羅馬尼亞的移民。出生後不久和家人一起遷往俄亥俄州克里夫蘭。桑度列克於1956年在凱斯理工學院（今凱斯西儲大學的一部分）獲得學士學位。之後在軍隊服役數年後重返凱斯理工學院，於1961年獲得碩士學位，1965年獲得博士學位。他的博士指導教授是維克托·曼努埃爾·布蘭科博士。畢業後曾經在基特峰国家天文台和托洛洛山美洲际天文台任職，最後到凱斯西儲大學轄下的華納與斯韋齊天文台任職。1990年桑度列克因為心跳停止去世。

## 科學研究
桑度列克是光譜學的專家，曾經在數個物端棱鏡巡天計畫中任職。他是發現大麥哲倫雲和小麥哲倫雲金屬量不同的第一人，並發表了多篇光譜巡天觀測目標的論文。他所編的大麥哲倫雲恆星星表中包含了恆星 Sanduleak -69° 202a，也就是SN 1987A的前身星。

## 榮譽
- 小行星9403以他的姓氏命名[3]。